# Lee Kun-hee

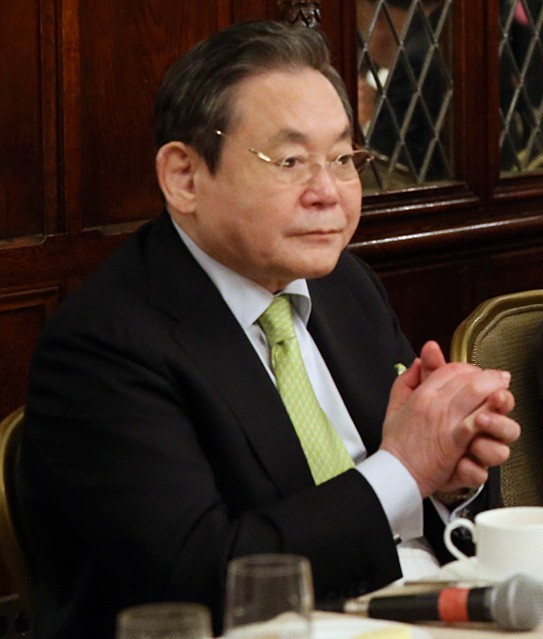
Lee Kun-hee (2013)

Lee Kun-hee (* 9. Januar 1942 in Uiryeong; † 25. Oktober 2020 in Seoul) war ein südkoreanischer Unternehmer und Leiter des Samsung-Konzerns.

## Schule und Bildung
Lee Kun-hee war der jüngste Sohn des Samsung-Gründers Lee Byung-chull. Er galt als guter Schüler und nahm während seiner Schulzeit auf Wunsch seines Vaters an einem Austauschprogramm in Japan teil. Lee hatte einen Abschluss in Wirtschaft, den er 1965 an der Waseda-Universität erworben hat, hinzu kam ein  MBA-Studium an der George Washington University.

## Leitung von Samsung
1968 trat er bei Samsung ein und wirkte in den Bereichen Elektronik, Maschinen, Chemikalien und Finanzdienstleistungen. Seit 1979 war er Stellvertretender CEO. Nach dem Tod seines Vaters wurde er 1987 CEO des Samsung-Konzerns, ein Amt, das er bis 2008 und dann erneut von 2010 bis 2020 innehatte. 1993 initiierte er einen kulturellen Wandel im Unternehmen: Fehler von Vorgesetzten anzusprechen, war kein Tabu mehr, Frauen konnten Führungspositionen besetzen, Qualität hatte höheren Stellenwert als Quantität, Prozesse wurden entbürokratisiert. In seiner Zeit als Lenker von Samsung entwickelte sich die Unternehmensgruppe zu einem führenden Anbieter von Speicherchips, Flachbildschirmen und Smartphones. 2014 übernahm sein Sohn Lee Jae-yong die Aufgabe, Samsung zu führen und zu repräsentieren.

## Verurteilungen und Begnadigungen
Lee war 1996 zusammen mit zehn weiteren südkoreanischen Unternehmern in einen Spendenskandal um die früheren Präsidenten Chun Doo-hwan und Roh Tae-woo verwickelt. Gerichtlich wurden die Zahlungen als Bestechungsgelder gewertet. Lee erhielt im August 1996 eine dreijährige Freiheitsstrafe auf Bewährung. 1997 wurde er von Präsident Kim Young-sam begnadigt.
Im Frühjahr 2008 führten Ermittlungen wegen Bestechungen zu seinem zwischenzeitlichen Rücktritt als CEO der Samsung-Gruppe. Im darauf folgenden Jahr folgte seine Verurteilung wegen Steuerhinterziehung und Vertrauensbruchs. Das Gericht setzte erneut eine Bewährungsstrafe von drei Jahren fest, außerdem erhielt Lee eine Geldstrafe in Höhe von 110 Mrd. Won (89 Mio. US-Dollar). Die südkoreanische Regierung begnadigte ihn schon Ende 2009, weil er bei der Bewerbung Südkoreas für die Olympischen Winterspiele 2018 mitwirken sollte.

## Sport, Kunstsammlung und Mäzenatentum
Als jugendlicher Schüler betätigte er sich im Ringkampf. Später fuhr er Sportwagenrennen, war aktiver Reiter und agierte als Präsident des koreanischen Amateur-Ringerverbandes. Zudem und besaß er das Baseballteam Samsung Lions. Von 1996 bis 2017 wurde er Mitglied im Internationalen Olympischen Komitee.
Lee Kun-hee war Kunstsammler und Mäzen. Seine private Kunstsammlung aus rund 23.000 koreanischen und westlichen Objekten, bestehend aus Bildern, Skulpturen, Keramiken, Porzellan und alten Büchern, hatte zuletzt einen geschätzten Wert von 10 Billionen Won. Er vererbte den Großteil seiner Werke dem koreanischen Nationalmuseum, darunter 60 Werke, die zum Nationalschatz gehören. Das koreanische Nationalmuseum der modernen Kunst erhielt etwa 1500 Werke, darunter zeitgenössische koreanische Kunstschaffende wie Kim Whanki, Lee Jung Seob und Park Soo-keun, sowie zeitgenössische westliche Künstler wie Monet, Renoir, Pissarro, Picasso, Chagall, Dalí, Miró, Bacon, Magritte und Rodin.
Lee teilte seine Leidenschaft mit seiner Ehefrau, die lange das Privatmuseum Leeum in Seoul und das Ho-Am Art Museum leitete.

## Vermögen
Mit einem geschätzten Vermögen von 16,8 Milliarden US-Dollar gehörte er im Jahr 2017 laut Forbes Magazine zu den 100 reichsten Menschen der Welt und war der reichste Südkoreaner. 2020 taxierte Forbes sein Vermögen auf 17,3 Milliarden Dollar.
Um die Steuerschuld zu verringern, spendeten die Haupterben unter anderem seine private Kunstsammlung.

## Herzinfarkt und Tod
Im Mai 2014 erlitt er einen Herzinfarkt und lag seither im Koma. Er starb am 25. Oktober 2020 in Seoul.

## Familie
Lee war mit Hong Ra-hee verheiratet und hatte drei Töchter und einen Sohn. Seine Tochter Lee Boo-jin ist CEO eines südkoreanischen Betreibers von Luxushotels und Duty-free-Shops. Ihre Schwester Lee Seo-hyun leitet eine wohltätige Samsung-Stiftung. Im November 2005 suizidierte sich Lees jüngste Tochter, Lee Yoon-hyung, im Alter von 26 Jahren in Lower Manhattan, New York. Seine Schwester Lee Myung-hee ist Vorsitzende der südkoreanischen Unternehmensgruppe Shinsegae und eine der reichsten Frauen Südkoreas.